# Альмендраль
Альмендраль (ісп. Almendral) — муніципалітет в Іспанії, у складі автономної спільноти Естремадура, у провінції Бадахос. Населення — 1312 осіб (2010).
Муніципалітет розташований на відстані близько 330 км на південний захід від Мадрида, 33 км на південний схід від Бадахоса.

## Демографія
Динаміка населення (INE ):